# Pir Mahal
Pirmahal é uma cidade do Paquistão localizada na província de Punjab.